# Топфштедт
Топфштедт (нем. Topfstedt) — община в Германии, в земле Тюрингия. 
Входит в состав района Кифхойзер. Подчиняется управлению Гройссен.  Население составляет 613 человек (на 31 декабря 2010 года). Занимает площадь 10,78 км².
Коммуна подразделяется на 2 сельских округа.

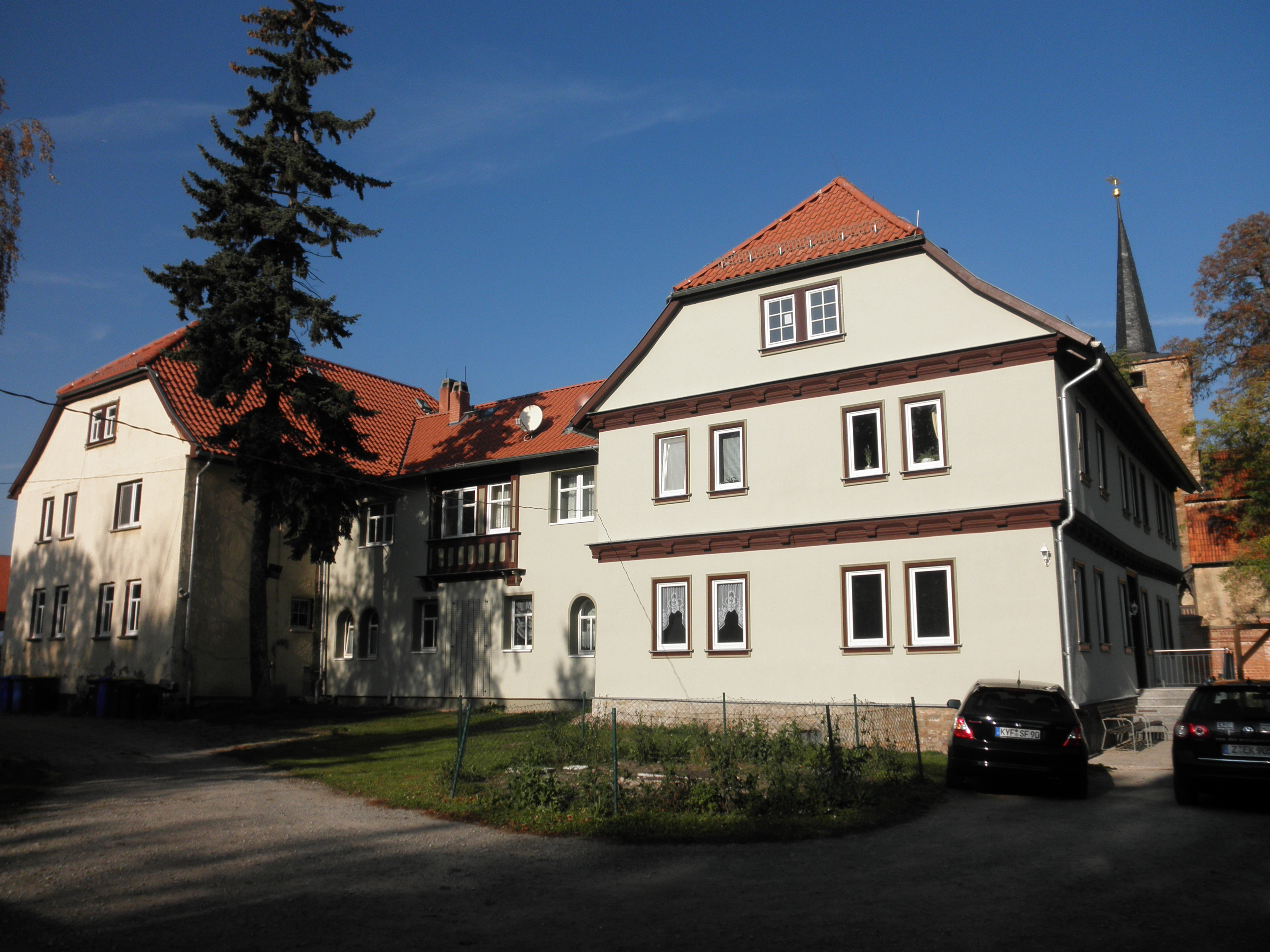
Rittergutshaus Niedertopfstedt, 2011